# Doktryna ograniczonej wojny jądrowej Cartera
Doktryna ograniczonej wojny jądrowej Cartera – sformułowana została w dyrektywie prezydenckiej (P-59), która została podpisana przez prezydenta Jimmy'ego Cartera 25 lipca 1980 roku. Doktryna wyrażała ogólne zasady dotyczące prowadzenia przez Stany Zjednoczone wojny jądrowej o charakterze ograniczonym w strategicznej skali. Sformułowano ją tak, aby w wypadku amerykańskiego ataku jądrowego, zniszczeniu uległy tylko te cele wroga, które pozbawiłyby go szans na skuteczną obronę i zmasowany odwet (centra dowodzenia, miejsca składowania i przenoszenia broni jądrowej, zaplecze gospodarcze). Doktryna w swej istocie zakładała, iż Stany Zjednoczone dążą do zadania takich ciosów przeciwnikowi w pierwszym uderzeniu jądrowym, by uniknąć skutków ataku odwetowego.